# 개인종합자산관리계좌
개인종합자산관리계좌(영어: individual savings account, ISA)란 주로 ISA라 불리며, 2016년 3월 14일부터 2018년 말까지 판매되는 금융상품이다. 가입시 3∼5년간 의무적으로 유지해야 하고,  원금 손실 위험이 있는 투자상품을 포함할 수 있기 때문에 주의 하여야 한다. 하나의 계좌에 예금·펀드·주가연계증권(ELS) 등 다양한 금융상품을 담을 수 있으며, 계좌별 합산 손익을 따져 200만∼250만원의 수익은 비과세이다. 해외 사례로는 영국과 일본의 사례가 있으며 이를 참고하여 금융위원회에서 도입이 논의되었다.

## 가입 및 한도
13개 은행, 19개 증권사 그리고 1곳의 생보사에서 가입이 가능하다. 근로자와 자영업자 중 직전연도 금융소득이 2천만원 이하면 가입대상이 된다. 연간 한도는 2000만원이며, 매년 2000만원을 투자할 경우 5년간 총 1억원가입가능하다. 보험사, 증권사 그리고 은행에서 가입이 가능하며, 모든 금융사를 통틀어 개인당 1계좌만 가입이 가능하다.